# 5-й Соколовський провулок (Житомир)
5-й Соколовський провулок — провулок в Богунському районі Житомира.

## Історія
До 20 травня 2016 року мав назву «7-й провулок Максютова».
Відповідно до розпорядження голови Житомирської ОДА перейменований на 5-й Соколовський провулок.